# Tom Holland (aktor)
Thomas Stanley Holland (ur. 1 czerwca 1996 w Kingston upon Thames) – brytyjski aktor, odtwórca m.in. roli Spider-Mana.
Wystąpił w roli Petera Parkera / Spider-Mana w filmach należących do Filmowego Uniwersum Marvela: Kapitan Ameryka: Wojna bohaterów (2016), Spider-Man: Homecoming (2017), Avengers: Wojna bez granic (2018) i ich kontynuacjach.

## Życiorys

### Rodzina i edukacja
Urodził się w Kingston upon Thames w Londynie. Jest synem Dominica Anthony’ego Hollanda i jego żony, Nicoli „Nikki” Elizabeth z domu Frost. Jego ojciec był komikiem i autorem, a matka – fotografką. Jego dziadkowie ze strony ojca urodzili się odpowiednio na wyspie Man i Tipperary w Irlandii. Ma trzech młodszych braci: bliźniaków – Harry’ego i Sama (ur. 1999) oraz Patricka „Paddy’ego” (ur. 2004).
Uczęszczał do rzymskokatolickiej szkoły dla chłopców Donhead Preparatory School w Wimbledonie w południowo-zachodnim Londynie. Uczył się tańca na zajęciach hip-hopu w Nifty Feet Dance School w Wimbledonie. W grudniu 2012 ukończył jezuicki Wimbledon College, w szkole był nękany za bycie tancerzem. Następnie uczęszczał do BRIT School w Croydon.

### Wczesne role
Jego potencjał dostrzegła choreografka Lynne Page, kiedy w 2006 występował z szkołą tańca w ramach Richmond Dance Festival. Przez kolejne dwa lata wziął udział w ośmiu castingach, ostatecznie zadebiutował na West Endzie w Victoria Palace Theatre w widowisku Billy Elliot the Musical jako Michael, najlepszy przyjaciel tytułowego bohatera. Od 8 września 2008 do 2010 grał tytułową rolę Billy’ego Elliota, za którą zbierał pozytywne recenzje. Użyczył głosu Shō w angielskiej wersji pełnometrażowym filmie anime Tajemniczy świat Arrietty (2010).

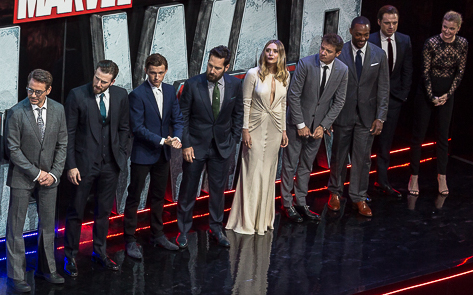
Holland (trzeci z lewej) i inni odtwórcy ról w filmie Kapitan Ameryka: Wojna bohaterów

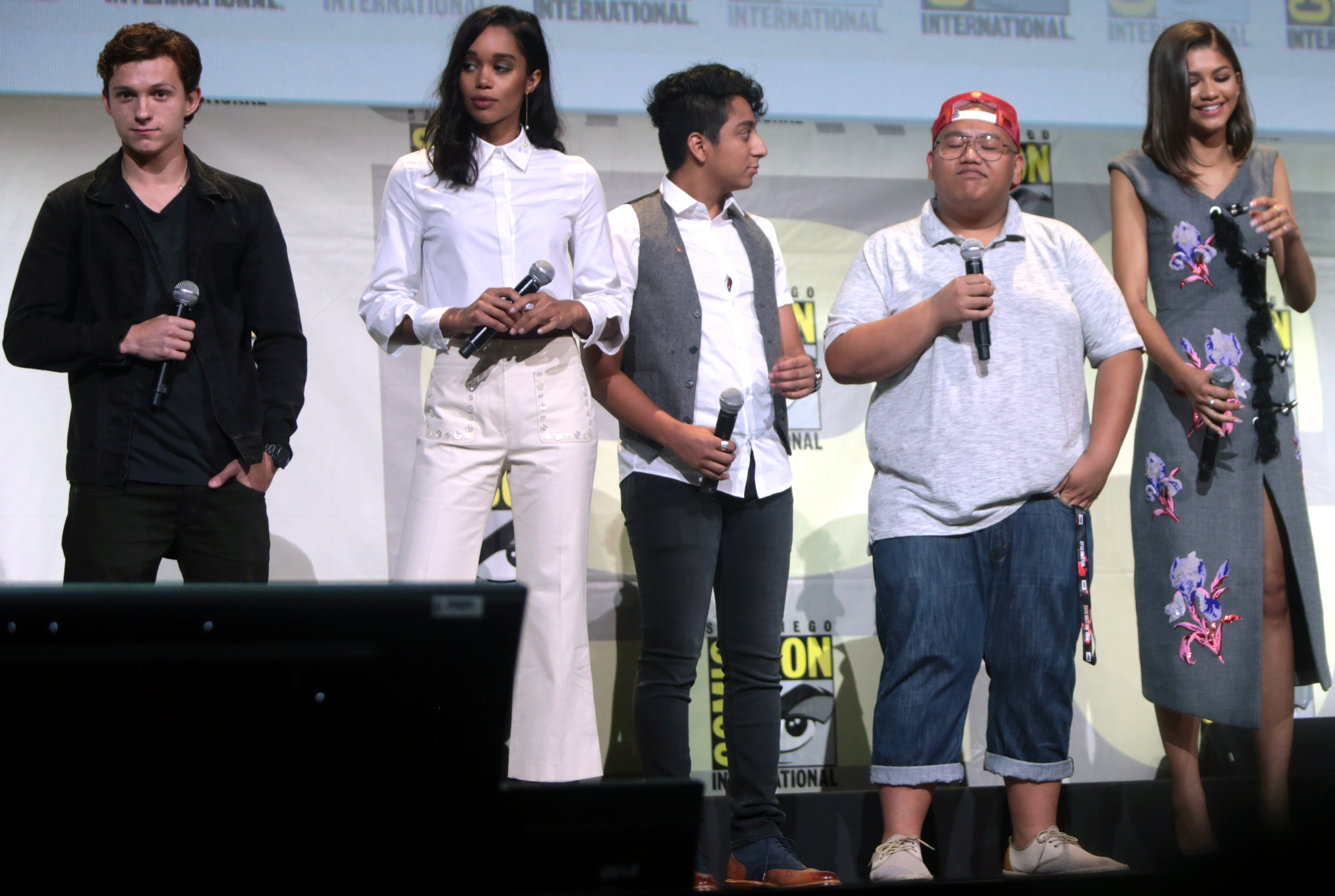
Holland i inni odtwórcy ról w filmie Spider-Man: Homecoming (2016)

Uwagę amerykańskiej krytyki zwrócił rolą Lucasa Bennetta w dramacie katastroficznym Juana Antonio Bayony Niemożliwe (Lo imposible, 2012), za którą zdobył m.in. nagrodę Young Artist Award oraz był nominowany do nagrody Goya dla najlepszego nowego aktora i Nagrody Saturna w dla najlepszego młodego aktora. Rola chłopaka okrętowego Thomasa Nickersona w historycznym dramacie przygodowym Rona Howarda W samym sercu morza (2015) przyniosła mu nominację do Young Artist Award.

### Role w MCU
Jako Peter Parker / Spider-Man w fantastycznonaukowym filmie akcji Kapitan Ameryka: Wojna bohaterów (2016) został uhonorowany nagrodą Saturna dla najlepszego młodego aktora i był nominowany do Teen Choice Awards. Za rolę Petera Parkera / Spider-Mana w filmie Avengers: Koniec gry (2019) otrzymał nagrodę dla najlepszego superbohatera na gali Nickelodeon Kids’ Choice Awards 2020.

## Życie prywatne
W 2017 mieszkał w Kingston upon Thames, w południowo-zachodnim Londynie, w pobliżu domu swoich rodziców i młodszych braci. Kibicował Tottenhamowi Hotspur.
W listopadzie 2021 w wywiadzie dla „GQ” poinformował, że pozostaje w nieformalnym związku z aktorką i piosenkarką Zendayą, z którą w styczniu 2025 się zaręczył.

## Role aktorskie

### Filmy kinowe
| Rok  | tytuł                            | Rola                      | Uwagi           |
| ---- | -------------------------------- | ------------------------- | --------------- |
| 2011 | Tajemniczy świat Arrietty        | Shō                       | dubbing         |
| 2012 | Niemożliwe                       | Lucas Bennett             |                 |
| 2013 | Moments                          | młodzieniec               | krótkometrażowy |
| 2013 | Jeżeli nadejdzie jutro           | Isaac                     |                 |
| 2013 | Locke                            | Eddie                     | głos            |
| 2015 | W samym sercu morza              | młody Thomas Nickerson    |                 |
| 2016 | Kapitan Ameryka: Wojna bohaterów | Peter Parker / Spider-Man |                 |
| 2016 | Edge of Winter                   | Bradley                   |                 |
| 2016 | Zaginione miasto Z               | Jack Fawcett              |                 |
| 2017 | Pilgrimage                       | Nowicjusz                 |                 |
| 2017 | Spider-Man: Homecoming           | Peter Parker / Spider-Man |                 |
| 2017 | Wojna o prąd                     | Samuel Insull             |                 |
| 2018 | Avengers: Wojna bez granic       | Peter Parker / Spider-Man |                 |
| 2019 | Avengers: Koniec gry             | Peter Parker / Spider-Man |                 |
| 2019 | Spider-Man: Daleko od domu       | Peter Parker / Spider-Man |                 |
| 2019 | Tajni i fajni                    | Walter Beckett            | głos            |
| 2020 | Doktor Dolittle                  | Jip                       | głos            |
| 2020 | Naprzód                          | Ian Lightfoot             | głos            |
| 2020 | Diabeł wcielony                  | Arvin Russell             |                 |
| 2021 | Cherry: Niewinność utracona      | Nico Walker               |                 |
| 2021 | Ruchomy chaos                    | Todd Hewitt               |                 |
| 2021 | Spider-Man: Bez drogi do domu    | Peter Parker / Spider-Man |                 |
| 2022 | Uncharted                        | Nathan Drake              |                 |
| 2023 | Last Call                        | Charlie                   | krótkometrażowy |

### Telewizja
| Rok  | Tytuł                 | Rola             | Uwagi                |
| ---- | --------------------- | ---------------- | -------------------- |
| 2015 | W komnatach Wolf Hall | Gregory Cromwell | miniserial, 5 odc.   |
| 2023 | The Crowded Room      | Danny Sullivan   | miniserial, gł. rola |

### Teatr
| Rok  | Nazwa        | Rola          | Miejsce               | Uwagi                           |
| ---- | ------------ | ------------- | --------------------- | ------------------------------- |
| 2008 | Billy Elliot | Billy/Michael | Teatr Victoria Palace | 8 września 2008 do 29 maja 2010 |